# اگنس ساتماری
 اگنس ساتماری (انگلیسی: Agnes Szatmari؛ زادهٔ ۲۸ ژوئن ۱۹۸۷) یک تنیس‌باز اهل رومانی است. 